# Излет (филм)
„Излет” је југословенски филм из 1986. године. Режирао га је Емин Халили а сценарио је написао Атхе Гаши.

## Улоге
| Глумац        | Улога |
| ------------- | ----- |
| Сузана Манчић |       |
| Бислим Мусај  |       |